# Venus din Ille
Venus din Ille este o povestire fantastică romantică de Prosper Mérimée apărută în 1837 în revista Revue des deux Mondes. Povestirea se desfășoară în Ille-sur-Têt, unde gazda naratorului, domnul de Peyrehorade, dezgroapă o statuie de bronz a lui Venus.

## Sumar
Prima zi, miercuri
Naratorul, un anticar, călătorește spre reședința domnului de Peyrehorade, un alt anticar, care trebuie să-i arate ruinele din zonă. De la ghidul său află că domnul de Peyrehorade descoperise o statuie veche a lui Venus care devenise faimoasă în Ille. Ghidul povesteșe cum cu câteva zile în urmă, el și Jean Coll fuseseră chemați să-l ajute pe domnul de Peyerhorade să dezrădăcineze un măslin uscat. Încercând să scoată rădăcinile, Jean Coll lovi din întâmplare statuia cu târnăcopul. Când încercară să redreseze statuia după ce o scoseseră din pământ, aceasta căzu peste Jean, zdrobindu-i piciorul. Frumusețea statuii și circumstanțele misterioase ale descoperirii o făcură un subiect interesant în Ille.
Naratorul îl întâlnește pe domnul de Peyrehorade și face cunoștință cu fiul acestuia, Alphonse, care-i face o impresie neplăcută. La cină, naratorul este invitat la nunta lui Alphonse cu domnișoara de Puygarrig, deși nici tatăl, nici fiul nu par foarte interesați de mariaj. Domnul de Peyrehorade este dornic să-i arate oaspetelui noua sa descoperire, pe care aproape o venerează, în ciuda dezaprobării soției lui.
Înainte să se culce, naratorul o vede pentru prima dată pe Venus de la fereastră și observă doi ucenici din sat care o insultă și o învinuiesc pentru accidentul lui Jean Coll. Unul dintre ei aruncă o piatră pe statuie, care ricoșează și-l lovește în față. Speriați, cei doi fug.
A doua zi, joi
A doua zi dimineață, cei doi o admiră pe Venus. Naratorul observă o inscripție de pe soclu «Cave amantem», pe care o traduce: „păzește-te dacă te iubește”
După micul dejun, naratorul face cunoștință cu Alphonse, fiul domnului de Peyrehorade. La scurt timp devine aparent că acesta nu-și iubește logodnica, căsătorindu-se doar pentru averea ei. Îi arată naratorului inelul pe care i-l va oferi, un inel din evul mediu, cu diamante. Alphonse mai poartă un inel, dăruit în urmă cu doi ani de amanta sa de la Paris. Ulterior, toți cinează la casa domnișoarei de Puygarrig.
A treia zi, vineri
Dimineața, înaintea nunții, naratorul încearcă fără succes să schițeze statuia, dar inițial domnul de Peyrehorade, apoi Alphonse îl distrag și naratorul îi acompaniază să vadă un Jeu de paume în grădină. Când vede că echipa locală e pe cale să piardă, Alphonse li se alătură, deși este îmbrăcat pentru nuntă. Deranjat de inelul cu diamante, acesta și-l scoate și-l pune pe inelarul statuii, ca să nu-l piardă. Ca urmare a intervenției lui Alphonse, echipa câștingă și căpitanul echipei adverse îl avertizează: „Me lo pagarás”.
Alphonse și-a pus în ordine hainele și sa urcat în cărucior pentru a merge la fosta sa logodnă pentru a sărbători nunta. Pe drumul spre primărie, el își dă seama că a uitat alianța de pe degetul statuii și este mortificat din cauza valorii de piață a inelului. În același timp, ca o alianță, i-a dat soției inelul pe care îl avea pe deget și care îi fusese oferit de o altă femeie cu care a avut o aventură la Paris. Apoi, oaspeții se așează la masă, mireasa pare să fie foarte retrasă11,12. Una se uită la femeile țărănești dansând și mireasa își prezintă coșul.
 
Ne întoarcem la Ille pentru cină. Domnul de Peyrehorade și prietenii săi fac glume vulgare și echivoce împotriva mirelui, care întristează naratorul. După episodul jartierei, mireasa părăsește masa pentru a merge la culcare, este aproape de miezul nopții.
 
Domnul Alphonse, palid și rece la cină, vine să-l vadă pe narator și să-l informeze despre teroarea lui: nu mai poate îndepărta inelul de pe degetul Venusului; el pretinde că statuia și-a îndoit degetul și cere naratorului să meargă să vadă singur încercând să recupereze inelul. Acesta acceptă și îi este, de asemenea, frică pentru un moment; atunci el își spune că domnul Alphonse trebuie să fie beat sau că vrea să-i facă o glumă proastă; el și-a schimbat mintea și a mers direct în pat.
A patra zi, sâmbătă
Odată ce se află  jos, naratorul aude, după terminarea festivităților, crackles plictisitoare, treptele grele trec pe scări. El crede că a recunoscut pașii mirelui bețiv, se îngrijorează pentru că par extrem de grei, dar adorme la fel. Povestitorul doarme prost și se trezește din nou la ora cinci dimineața, prin pași grei și fărâmițând pe scări.
 
Apoi, există plânsete, plângeri și sunetul unui clopot. Naratorul se ridică și se duce la știri. Îl găsește pe Alphonse mort, culcat pe patul nupțial rupt, corpul acoperit cu vânătăi. Pieptul lui pare să fi fost îmbrăcat violent de un cerc de fier. Soția ei văduvă părea a fi șocată și complet nebună
 
Doamna Alphonse se află într-o criză de isterie. Nu dezvăluie nici o urmă de sânge pe corp, deși moartea a fost violentă în ceea ce privește postura strâmbă14 pe care chipul domnului Alphonse o păstrează. Examinând corpul, naratorul descoperă pe covor inelul de diamante care ar trebui să se afle în mod normal pe degetul statuii.
 
Suspiciunile sale se referă la căpitanul echipei spaniole de tenis, dar el nu are dovezi și gândurile sale l-au scos. Naratorul nu găsește nici o dovadă de spargere în casă. În afara, singurele amprente care pot fi văzute după ploile torențiale ale nopții sunt cele care conduc și se întorc la statuie. În plus, când a inspectat grădina, el a observat că statuia avea o expresie înspăimântătoare care părea să însemne că sa bucurat de nenorocirile suferite de Peyrehorade.
 
La scurt timp după aceea, naratorul și-a făcut depunerea la procurorul regelui, care ia spus versiunea doamnei Alphonse. A auzit pe cineva că intră în cameră și s-a gândit că este soțul ei. Această persoană a plecat la culcare, făcând să strige lemnul patului; simți o atingere a unui corp înghețat. Mai târziu, o a doua persoană a intrat în cameră, spunând: "Bună seara, micuța mea soție. Apoi a rostit un strigăt. Doamna Alphonse și-a întors capul și a văzut că persoana din pat, "un gigant verde", s-a ridicat și i-a îmbrățișat soțul, la recunoscut pe Venus și a leșinat. Întorcându-se la ea dimineața devreme, a văzut că statuia îi lăsă soțul fără viață în pat și apoi pleacă.
 
Procurorul atunci citează căpitanul echipei spaniole care refuză acuzația și oferă un alibi incontestabil. Naratorul adaugă la depoziția sa că un slujitor spune că la văzut pe M. Alphonse la miezul nopții fără inelul său.
 
După înmormântare, naratorul părăsește Ille și se întoarce la Paris. Câteva luni mai târziu, el a aflat că domnul de Peyrehorade murise și că doamna de Peyrehorade a hotărât să topească statuia într-un clopot. Dar, din moment ce sună clopotul, vița a înghețat de două ori pe Ille.

## Personaje
- Naratorul-personaj
- Domnul de Peyrehorade
- Alphonse de Peyrehorade

## Adaptări
În 1931, povestea a fost adaptată în The Bronze Venus, un episod de 30 de minute al emisiunii radio The Witch's Tale. A fost, de asemenea, adaptat ca un episod de 60 de minute dintr-o serie televizată italiană TV numită "Jocurile diavolului". În 1962 a fost adaptat în filmul francez La Venus d'Ille al lui  Michel Babut du Marès. În 1969, a fost adaptat de regizorul polonez Janusz Majewski ca Wenus z Ille . A fost regizat de renumitul regizor de film de groază din Italia, Mario Bava, împreună cu fiul său Lamberto Bava. A fost, de asemenea, adaptat în filmul de Guy Maddin, Twilight of the Ice Nymphs.„Profilul lui Prosper Mérimée”. Accesat în 5 septembrie 2017.